# Receptor 5-HT7
El receptor 5-HT7 es un subtipo de receptor 5-HT. Es miembro de la superfamilia receptores acoplados a proteínas G sobre la superficie celular y es activado por el neurotransmisor serotonina (5-hidroxitriptamina, 5-HT). El receptor 5-HT7 está acoplado a G  (estimula la producción de la molécula de señalización intracelular AMPc) y se expresa en una variedad de tejidos humanos, particularmente en el cerebro, el tracto gastrointestinal y en varios tipos de vasos sanguíneos. Este receptor ha sido objeto de desarrollo de fármacos para el tratamiento de varios trastornos clínicos. El receptor 5-HT7 es codificado por el gen HTR7, que en humanos se transcribe en 3 variantes de corte y empalme diferentes.

## Función
El receptor 5-HT7 es activado por la serotonina, unión que desencadena una cascada de eventos que comienzan con la liberación de la proteína G<sub>s</sub> estimuladora del complejo GPCR. Gs a su vez activa la adenilato ciclasa que aumenta los niveles intracelulares del segundo mensajero AMPc.
El receptor 5-HT7 juega un papel en la relajación del músculo liso dentro de la vasculatura y en el tracto gastrointestinal. Las densidades más altas del receptor 5-HT7 se encuentran ubicadas en el tálamo y el hipotálamo, y también está presente en densidades elevadas en el hipocampo y la corteza cerebral. El receptor 5-HT7 está involucrado en la termorregulación, el ritmo circadiano, el aprendizaje y la memoria, y el sueño. Los receptores periféricos 5-HT7 se localizan en los nervios entéricos. Se observaron niveles elevados de fibras nerviosas mucosas que expresan el receptor 5-HT7 en el colon de pacientes con síndrome del intestino irritable. Se demostró un papel esencial del receptor 5-HT7 en la hiperalgesia intestinal en modelos de ratón con hipersensibilidad visceral. En estos animales, un nuevo antagonista del receptor 5-HT7 administrado por vía peroral redujo los niveles de dolor intestinal. También se especula que este receptor puede estar involucrado en la regulación del estado de ánimo, lo que sugiere que puede ser un objetivo útil en el tratamiento de la depresión.

## Variantes
Se han identificado tres variantes de empalme en humanos (designadas como h5-HT7(a), h5-HT7(b) y h5-HT7(d)), que codifican receptores que difieren en sus terminales carboxilos. El h5-HT7(a) es el receptor de longitud completa (445 aminoácidos), mientras que el h5-HT7(b) está truncado en el aminoácido 432 debido al sitio donante de empalme alternativo. El h5-HT7(d) es una isoforma distinta del receptor: la retención de un casete de exón en la región que codifica el terminal carboxilo da como resultado un receptor de 479 aminoácidos con un extremo c marcadamente diferente del h5-HT7( a). Una variante de empalme de 5-HT7(c) es detectable en tejido de rata pero no se expresa en humanos. Por el contrario, las ratas no expresan una variante de corte y empalme homóloga a h5-HT7(d), ya que el gen 5-HT7 de rata carece del exón necesario para codificar esta isoforma. Las afinidades de unión a fármacos son similares en las tres variantes de corte y empalme humanos. Sin embargo, las eficacias de los agonistas inversos parecen diferir entre las variantes de corte y empalme.

## Descubrimiento
En 1983, se encontró por primera vez evidencia de un receptor similar a 5-HT1. Diez años más tarde, se clonó y caracterizó el receptor 5-HT7. Desde entonces ha quedado claro que el receptor descrito en 1983 es el 5-HT7.

## Ligandos
Se conocen numerosos ligandos ortostéricos de afinidad moderada a alta. Los ligandos sesgados de señalización se descubrieron y desarrollaron en 2018.

### Agonistas
Los agonistas imitan los efectos del ligando endógeno, que es la serotonina en el receptor 5-HT7 aumentando los niveles de AMPc (↑cAMP). Estos incluyen:
| - 5-Carboxamidotriptamina (5-CT) - 5-metoxitriptamina (5-MT, 5-MeOT) - 8-OH-DPAT (agonista mixto del 5-HT1A/5-HT7) - Aripiprazol (agonista parcial débil) - AS-19 - E-55888 - E-57431 - LP-12 (4-(2-Diphenyl)-N-(1,2,3,4-tetrahydronaphthalen-1-yl)-1-piperazinehexanamide) | - LP-44 (4-[2-(Methylthio)phenyl]-N-(1,2,3,4-tetrahydro-1-naphthalenyl)-1-piperazinehexanamide) - LP-211 - Lurasidona - MSD-5a - Nω-metilserotonina - N-(1,2,3,4-Tetrahidronaftaleno-1-yl)-4-aril-1-piperazinehexanamidas (puede funcionar como agonista o antagonista dependiendo de la sustitución de la cadena lateral) | - N,N-Dimetiltriptamina - AGH-107 (soluble en agua, agonista completo que penetra en el cerebro) - AH-494 (3-(1-etil-1H-imidazol-5-il)-1H-indol-5-carboxamida) - AGH-192 (biodisponible por vía oral, soluble en agua, agonista total que penetra en el cerebro) |

### Antagonistas
Los antagonistas neutrales (también conocidos como antagonistas silenciosos) se unen al receptor y no tienen actividad intrínseca pero bloquean la actividad de los agonistas o agonistas inversos. Los agonistas inversos inhiben la actividad constitutiva del receptor, produciendo efectos funcionales opuestos a los de los agonistas (en el receptor 5-HT7: ↓AMPc). Los antagonistas neutrales y los agonistas inversos generalmente se denominan colectivamente "antagonistas" y, en el caso del receptor 5-HT7, la diferenciación entre antagonistas neutros y agonistas inversos es problemática debido a los diferentes niveles de eficacia del agonista inverso entre las variantes de corte y empalme de este receptor. Por ejemplo, se ha reportado que la mesulergina y la metergolina son antagonistas neutrales en las isoformas del receptor h5-HT7(a) y h5-HT7(d), pero estos fármacos muestran efectos agonistas inversos marcados en la variante de empalme h5-HT7(b). .
| - 3-{4-[4-(4-clorofenil)-piperazin-1-il]-butil}-3-etil-6-fluoro-1,3-dihidro-2H-indol-2-ona - Amisulprida - Amitriptilina - Amoxapina - Brexpiprazol - Clomipramina - Clozapina - CYY1005 (un antagonista 5-HT7 altamente selectivo, activo por vía oral) - DR-4485 - EGIS-12233 (antagonista 5-HT6/5-HT7 mixto) | - AVN-101 (mixed 5-HT6/5-HT7 antagonist) - Flufenazina - Fluperlapina - ICI 169,369 - Imipramina - JNJ-18038683 - Ketanserina - Loxapina - Lurasidona - LY-215,840 - Maprotilina | - Mesulergina - Methysergida - Mianserina - Olanzapina - Pimozida - RA-7 (1-(2-diphenyl)piperazine) - Ritanserina - SB-258,719 - SB-258741 - SB-269970 (altamente 5-HT7 selectivo) - SB-656104-A - SB-691673 | - Sertindol - Spiperona - Tenilapina - TFMPP - Vortioxetina - Trifluoperazina - Ziprasidona - Zotepina |

#### Inactivación de antagonistas
Los antagonistas inactivantes son antagonistas no competitivos que hacen que el receptor persista de forma insensible al agonista natural, lo que se asemeja a la desensibilización del receptor. Sin embargo, la inactivación del receptor 5-HT7 no surge de los mecanismos descritos clásicamente de desensibilización del receptor a través de la fosforilación del receptor, el reclutamiento de beta-arrestina y la internalización del receptor. Es probable que todos los antagonistas inactivadores interactúen con el receptor 5-HT7 de manera irreversible o pseudoirreversible, como es el caso de la [3H] risperidona. Entre ellos se encuentran:
- Bromocriptina[39]
- Lisurida[39]
- Metergolina[39]
- Metiotepina[38]
- Paliperidona[38]
- Risperidona[38]